# Alkhaly Bangoura
Alkhaly Bangoura (Kindia, 8 gennaio 1996) è un calciatore guineano, attaccante del Gafsa e della nazionale guineana.

## Palmarès

### Club

#### Competizioni nazionali
- Campionato tunisino: 1

Étoile du Sahel: 2014-2015
- Coppa di Tunisia: 2

Étoile du Sahel: 2013-2014, 2014-2015

#### Competizioni internazionali
- Coppa della Confederazione CAF: 1

Étoile du Sahel: 2015